# Franklin Pangborn
Franklin Pangborn, född 23 januari 1889 i Newark, New Jersey, död 20 juli 1958 i Laguna Beach, Kalifornien, var en amerikansk skådespelare. 
Pangborn medverkade i över 200 filmer, för det mesta i komiska biroller. Pangborn anlitades av stora komediregissörer som Preston Sturges och Gregory La Cava. Påfallande ofta dök han upp i rollen som hotellchef, eller som lägre tjänsteman. Han har en stjärna på Hollywood Walk of Fame vid adress 1500 Vine Street.

## Filmografi i urval
- 1930 – Breakfast in Bed
- 1933 – Oss gentlemän emellan
- 1936 – Godfrey ordnar allt
- 1937 – Förbjuden ingång
- 1937 – Pappa har en väninna
- 1938 – Blåskäggs åttonde hustru
- 1938 – En fästmö för mycket
- 1938 – Kvinnans problem
- 1938 – Livet på en pinne
- 1938 – Vi ses igen!
- 1939 – Det spökar på Rivieran
- 1940 – Bankdeckaren
- 1940 – Jul i juli
- 1940 – Kärlek vid första smällen
- 1940 – Vårparaden
- 1941 – Never Give a Sucker an Even Break
- 1941 – Med tio cents på fickan
- 1942 – Dårarnas paradis
- 1942 – Under nya stjärnor
- 1943 – Leve äktenskapet
- 1944 – Ja, må han leva!
- 1944 – My Best Gal
- 1947 – Du och ingen annan
- 1947 – Åh, en sån onsdag
- 1948 – På kryss till Rio